# Dominika Šalková
Dominika Šalková (* 28. června 2004) je česká profesionální tenistka. Ve své dosavadní kariéře na okruhu WTA Tour nevyhrála žádný turnaj. V rámci okruhu ITF získala šest titulů ve dvouhře a  jedenáct ve čtyřhře.
Na žebříčku WTA byla ve dvouhře nejvýše klasifikována v červenci 2024 na 129. místě a ve čtyřhře v srpnu 2023 na 147. místě. V roce 2022 se jejím domovským oddílem stala Sparta Praha, kam přestoupila z TK Neridé.

## Tenisová kariéra
Na okruhu WTA Tour debutovala v 18 letech červencovým Livesport Prague Open 2022 z kategorie WTA 250, když postoupila z kvalifikace přes Sharmaovou a Vichljancevovou. V úvodu pražské dvouhry zdolala jako 421. hráčka žebříčku o tři sta míst výše postavenou Švýcarku Ylenu In-Albonovou, než ji vyřadila pozdější vítězka Marie Bouzková ze sedmé světové desítky. Do pražské čtyřhry obdržela s Barborou Palicovou divokou kartu. Časnou porážku jim přivodily krajanky Lucie Havlíčková s Lindou Noskovou.
Do grandslamové kvalifikace poprvé zasáhla na Australian Open 2024. V závěrečném kole podlehla 180. hráčce pořadí Storm Hunterové z Austrálie. Ve druhých kolech vypadla v kvalifikačních soutěžích French Open 2024 i Wimbledonu 2024, když nestačila na Kypřanku Raluku Șerbanovou a Rumunku Elenu-Gabrielu Ruseovou. Do druhé hlavní soutěže WTA v kariéře, antukového Livesport Prague Open 2024, vstoupila výhrou nad Turkyní Zeynep Sönmezovou. Ve třetí sadě druhého kola však skrečovala Magdaleně Fręchové z šesté světové desítky poté, co si podvrtla kotník.

## Finále na okruhu ITF
| Legenda                        | Legenda                        |
| ------------------------------ | ------------------------------ |
| D – dvouhra; Č – čtyřhra       |                                |
| Turnaje W100 (0)               | Turnaje W80 (0)                |
| Turnaje W75/W60 (2–0 D; 2–2 Č) | Turnaje W50/W40 (1–0 D; 3–0 Č) |
| Turnaje W35/W25 (3–0 D; 4–1 Č) | Turnaje W15/W10 (1–0 Č)        |

| Tituly podle povrchu  |
| --------------------- |
| tvrdý (3–0 D; 4–1 Č)  |
| antuka (3–0 D; 6–2 Č) |

### Dvouhra: 6 (6–0)
| Stav    | č. | datum         | turnaj               | kategorie | povrch    | soupeřka ve finále | výsledek      |
| ------- | -- | ------------- | -------------------- | --------- | --------- | ------------------ | ------------- |
| Vítězka | 1. | květen 2022   | Osijek, Chorvatsko   | W25       | antuka    | Antonia Ružićová   | 6–1, 6–2      |
| Vítězka | 2. | říjen 2023    | Sevilla, Španělsko   | W25       | antuka    | Loïs Boissonová    | 6–4, 6–3      |
| Vítězka | 3. | říjen 2023    | Loulé, Portugalsko   | W25       | tvrdý     | Silvia Ambrosiová  | 6–1, 6–2      |
| Vítězka | 4. | listopad 2023 | Funchal, Portugalsko | W40       | tvrdý     | Lea Boškovićová    | 4–6, 7–5, 6–3 |
| Vítězka | 5. | březen 2024   | Maribor, Slovinsko   | W75       | tvrdý (h) | Talia Gibsonová    | 6–2, 6–4      |
| Vítězka | 6. | květen 2024   | Praha, Česko         | W75       | antuka    | Maja Chwalińská    | 6–3, 6–0      |

### Čtyřhra: 14 (11–3)
| Stav       | č.  | datum         | turnaj                      | kategorie | povrch    | spoluhráčka         | soupeřky ve finále                         | výsledek          |
| ---------- | --- | ------------- | --------------------------- | --------- | --------- | ------------------- | ------------------------------------------ | ----------------- |
| Vítězka    | 1.  | duben 2022    | Šarm aš-Šajch, Egypt        | W15       | tvrdý     | Linda Klimovičová   | Saki Imamurová Mei Hasegawová              | 6–1, 6–4          |
| Finalistka | 1.  | září 2022     | Praha, Česko                | W60       | antuka    | Linda Klimovičová   | Elixane Lechemiová Julia Lohoffová         | 5–7, 5–7          |
| Vítězka    | 2.  | září 2022     | Frýdek-Místek, Česko        | W25       | antuka    | Miriam Kolodziejová | Funa Kozakiová Misaki Macudová             | 6–2, 6–3          |
| Vítězka    | 3.  | leden 2023    | Tallinn, Estonsko           | W40       | tvrdý (h) | Lucie Havlíčková    | Lisa Pigatová Deborah Chiesaová            | 7–5, 4–6, [13–11] |
| Finalistka | 2.  | únor 2023     | Glasgow, Spojené království | W25       | tvrdý (h) | Anna Sisková        | Maia Lumsdenová Ella McDonaldová           | 6–3, 1–6, [11–13] |
| Vítězka    | 4.  | duben 2023    | Osijek, Chorvatsko          | W25       | antuka    | Julie Štruplová     | Denisa Hindová Karolína Kubáňová           | 6–3, 6–4          |
| Vítězka    | 5.  | květen 2023   | Otočec, Slovinsko           | W40       | antuka    | Veronika Erjavecová | Emily Webleyová-Smithová Mariana Dražićová | 7–5, 6–3          |
| Finalistka | 3.  | červen 2023   | Říčany, Česko               | W60       | antuka    | Veronika Erjavecová | Aneta Kučmová Karolína Kubáňová            | 6–4, 3–6, [4–10]  |
| Vítězka    | 6.  | červenec 2023 | Tarvisio, Itálie            | W25       | antuka    | Veronika Erjavecová | Nika Radišićová Anita Wagnerová            | 6–0, 6–3          |
| Vítězka    | 7.  | říjen 2023    | Loulé, Portugalsko          | W25       | tvrdý     | Natália Szabaninová | Darija Chomucjanská Jevjalina Laskevičová  | 4–6, 6–2, [10–1]  |
| Vítězka    | 8.  | únor 2024     | Porto, Portugalsko          | W50       | tvrdý (h) | Veronika Erjavecová | Francisca Jorgeová Matilde Jorgeová        | 4–6, 7–5, [10–8]  |
| Vítězka    | 9.  | duben 2024    | Koper, Slovinsko            | W75       | antuka    | Veronika Erjavecová | Aurora Zantedeschiová Sapfo Sakellaridiová | 6–1, 6–3          |
| Vítězka    | 10. | květen 2024   | Praha, Česko                | W75       | antuka    | Jaimee Fourlisová   | Ella Seidelová Noma Noha Akugueová         | 5–7, 7–5, [10–4]  |
| Vítězka    | 11. | listopad 2024 | Trnava, Slovensko           | W50       | tvrdý (h) | Julie Štruplová     | İpek Özová Tara Würthová                   | 6–4, 6–4          |